# Албрехт Баварски (1905–1996)
Албрехт Луитполд Фердинанд Михаел Баварски (на немски: Albrecht Luitpold Ferdinand Michael von Bayern; Albrecht Herzog von Bayern; * 3 май 1905, Мюнхен; † 8 юли 1996, дворец Берг близо до Щарнберг) от фамилията Вителсбахи (линията Пфалц-Биркенфелд-Бишвайлер), е херцог на Бавария, Франкен и Швабия от 2 август 1955, наследствен принц на Бавария (27 август 1914), пфалцграф при Рейн.

## Биография
Той е вторият син на последния трон-принц Рупрехт Баварски (1869 – 1955) и първата му съпруга Мария Габриела Баварска (1878 – 1912), дъщеря на херцог Карл Теодор Баварски (1839 – 1909) и инфанта Мария Жозе Португалска (1857 – 1943), дъщеря на португалския крал Мигел I. Внук е на последния баварски крал Лудвиг III Баварски (1845 – 1921) и ерцхерцогиня Мария Тереза Австрийска-Есте (1849 – 1919). Баща му Рупрехт Баварски се жени втори път през 1921 г. за принцеса Антония фон Люксембург и Насау (1899 – 1954).
След смъртта на брат му Луитполд през 1914 г. Албрехт става наследствен принц на Бавария. Когато през 1918 г. в Мюнхен започва революцията той заедно с дядо си крал Лудвиг III бяга в Тирол. По-късно фамилията се връща в Мюнхен и Албрехт започва да следва лесничейство. До 1937 г. фамилията живее в Бад Кройт.
Понеже Албрехт Баварски отказва политиката на режима на националистите, той и фамилията му отиват в изгнание в Хърватия и от 1940 г. в Унгария.
През октомври 1944 г. Албрехт Баварски е арестуван от Гестапо и той с фамилията му до края на войната през 1945 г. е затворен в концентрационните лагери Захсенхаузен, Флосенбюрг и Дахау.
На Бъдни вечер 1952 г. Албрехт Баварски е награден в дворец Берг с „рицарския Орден на Светия гроб в Йерусалим“. Той е президент на Баварската Орден-провинция. През 1955 г. баща му умира и Албрехт Баварски става шеф на кралската фамилия на Бавария.
Албрехт Баварски умира на 91 години на 8 юли 1996 г. в дворец Берг близо до Щарнберг. Погребан е с двете му съпруги във фамилното гробище на Вителсбахите в манастир Андекс. Шеф на фамилията на Вителсбахите от тогава е син му Франц Баварски.

## Претендент на Якобитите
Албрехт Баварски е потомък на Стюартите. Затова от Якобитите е смятан за претендент за британския трон и Албрехт Баварски е наричан от тях като Алберт I, крал на Англия, Шотландия, Ирландия и Франция. Той никога не носи официално тази титла. Позицията му като наследник на Стюартите отива на син му Франц (Францис II).

## Фамилия
Албрехт Баварски се жени на 3 септември 1930 г. в Берхтесгаден за графиня Мария Драшкович фон Тракошчан (* 8 март 1904; † 10 юни 1969), дъщеря на граф Денес Мария Драшкович де Тракоштиан (1875 – 1909) и принцеса Юлиана Роза Франциска Леополдина Мария фон Монтенуово (1880 – 1961). Те имат децата:
- Мари Габриела Антония Жозе (* 30 май 1931, Мюнхен), омъжена на 23 октомври 1957 г. в Нимфенбург за княз Георг фон Валдбург-Цайл-Траухбург (* 5 юни 1928, Вюрцбург; + 2 декември 2015, дворец Цайл)
- Мари Шарлота Юлиана (* 30 май 1931, Мюнхен), омъжена в Нимфенбург на 3 септември 1955 г. за княз Паул фон Квадт цу Викрадт и Исни (* 28 ноемвреи 1930, Исни; + 16 март 2010)
- Франц Бонавентура Адалберт Мария (* 14 юли 1933 в Мюнхен), от 1996 г. херцог на Бавария, Франкен и Швабия 8 юли 1996 г., пфалцграф при Рейн, неженен
- Макс Емануел Лудвиг Мария (* 21 януари 1937, Мюнхен), принц на Бавария и херцог в Бавария (чрез осиновяване от чичо му херцог Лудвиг Вилхелм Баварски на 18 март 1965), женен в Мюнхен на 24 януари 1967 г. за графиня Елизабет Дуглас (* 31 декември 1940, Стокхолм); има пет дъщери

Албрехт Баварски се жени втори път на 22 април 1971 г. в Мюнхен за графиня Мари-Женке (Евгения) Кеглевич фон Буцин (* 23 април 1921; † 5 октомври 1983), дъщеря на граф Стефан Кеглевич де Буцин (1880 – 1962) и графиня Клара Мария Теодора Паулина Антония Илона Йозефа Цичи де Цич ет Васонкейо (1883 – 1971). Бракът е бездетен.